# Rūdolfs Blaumanis
Rūdolfs Blaumanis (Ērgļi, 1 de enero de 1863 - Punkaharju, 4 de septiembre de 1908) fue un escritor, poeta y dramaturgo letón. Se le considera uno de los mayores representantes de la literatura letona.

## Biografía

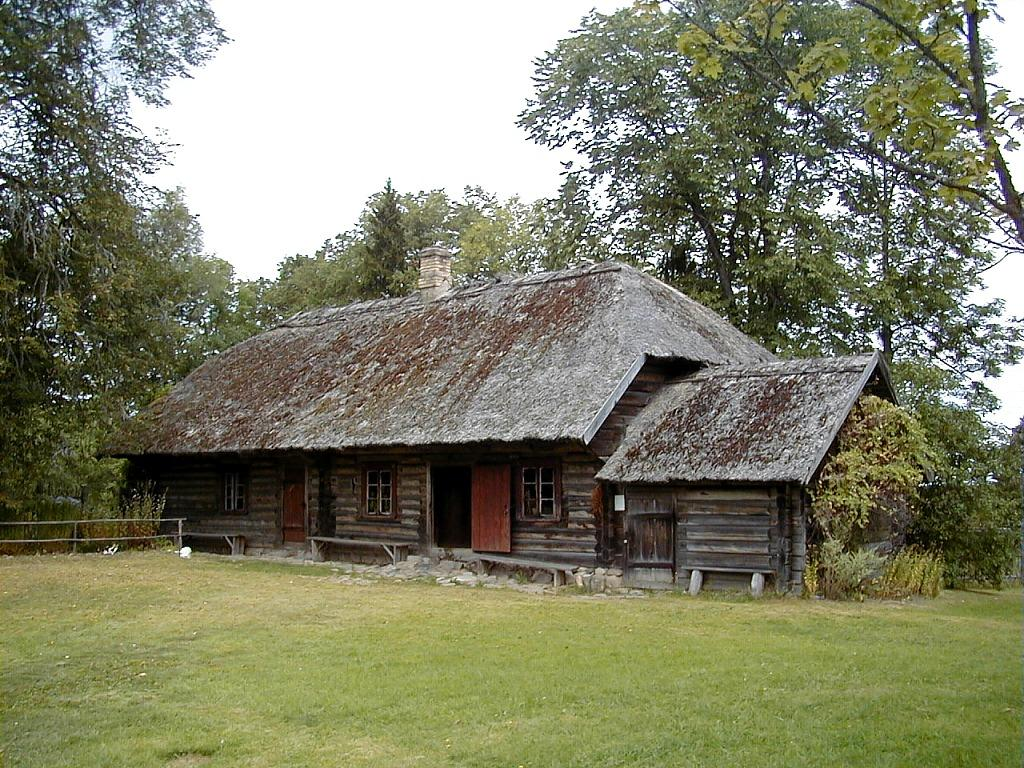
Hogar de Blaumanis en Braki, Ērgļi. En 1959 fue reconvertido en museo.

Blaumanis nació en el municipio de Ērgļi, en la actual Letonia cuando aún formaba parte del Imperio ruso. Con nueve años ingresó en una escuela privada del distrito de Ogre, y a los trece fue matriculado en la escuela mercantil de Riga, en la que recibiría formación en alemán. Tras completar los estudios en 1881, estuvo trabajando durante un año en una empresa de comercio exterior.
Durante su formación académica, Blaumanis ya había escrito algunos artículos de prensa y relatos cortos en lengua alemana. No fue hasta 1882, de regreso a su ciudad natal, cuando profundizara en el estudio del idioma letón. En 1885 se trasladó por motivos laborales al municipio de Koknese y al año siguiente escribiría su primera pieza en letón, el poema Nakts («Noche»). A esta seguirían en 1897 algunas novelas, así como trabajos puntuales en alemán que posteriormente serían traducidos a su lengua materna. Al igual que muchos autores del siglo XIX, toda su obra estaba enmarcada en el movimiento realista.
En 1889 se trasladó a Riga para dedicarse por completo a la escritura. En ese tiempo alternaría colaboraciones en el periódico Zeitung für Stadt und Land, en su mayoría artículos culturales, con el estreno de su primera obra de teatro en letón, Zagļi («Ladrones», 1891). Más tarde se especializaría en artículos satíricos para el diario Dienas Lapa, vinculado al movimiento nacionalista letón Jauna Strava. Y tras regresar a Riga en 1898, continúa escribiendo en prensa a la vez que publica sus mayores éxitos: la novela Nāves ēnā («Sombra de la muerte», 1899) y la pieza teatral Skroderdienas Silmačos («sastres de Silmači», 1902).
Además de narrativa, Blaumanis publicó en 1900 un amplio número de poemas en el diario Mājas Viesis. Allí coincidió con otros estandartes de la literatura letona como Andrievs Niedra y Aspazija.
En 1901 se trasladó a San Petersburgo para escribir sátira en el diario letón Pēterburgas avīzes, del que Krišjānis Barons era editor, hasta que en 1904 tuvo que regresar a Ērgļi porque había contraído tuberculosis. Volvería a Riga en 1906, compartiendo piso con el pintor Janis Rozentāls. Sin embargo, a mediados de 1908 su salud había empeorado. La comunidad cultural letona recaudó fondos para pagarle el tratamiento en un sanatorio de Punkaharju, Finlandia, donde fallecería a los 45 años.
La figura de Blaumanis ha sido reivindicada en tiempos de la Unión Soviética y de la Letonia independiente. En 1959, su hogar en la villa de Braki (Ērgļi) fue rehabilitado y convertido en un museo. Del mismo modo, la residencia de Riga que compartía con el pintor Rozentāls ha sido preservada como museo de la cultura letona.